# Buffet (restauration)
Pour les articles homonymes, voir Buffet.

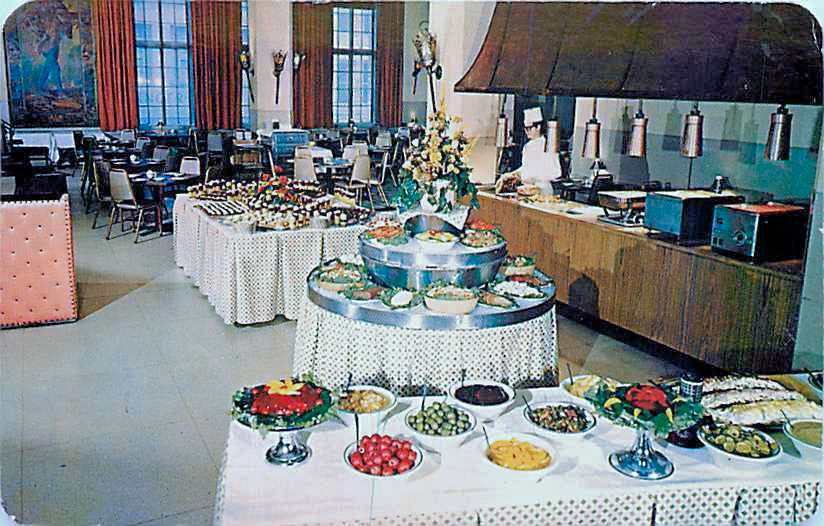
Buffet servi dans un restaurant américain dans les années 1950.

Un buffet, en restauration, est un système consistant à servir des repas dans lesquels les aliments sont placés dans un espace public où les convives se servent eux-mêmes.
Le buffet traditionnel, lorsqu'il se présente sous la forme d'un repas complet, relève d'une manière de servir dénommée « service à la française » et reste une pratique commerciale courante dans le domaine de la restauration (notamment dans l'organisation de réceptions).

## Définition

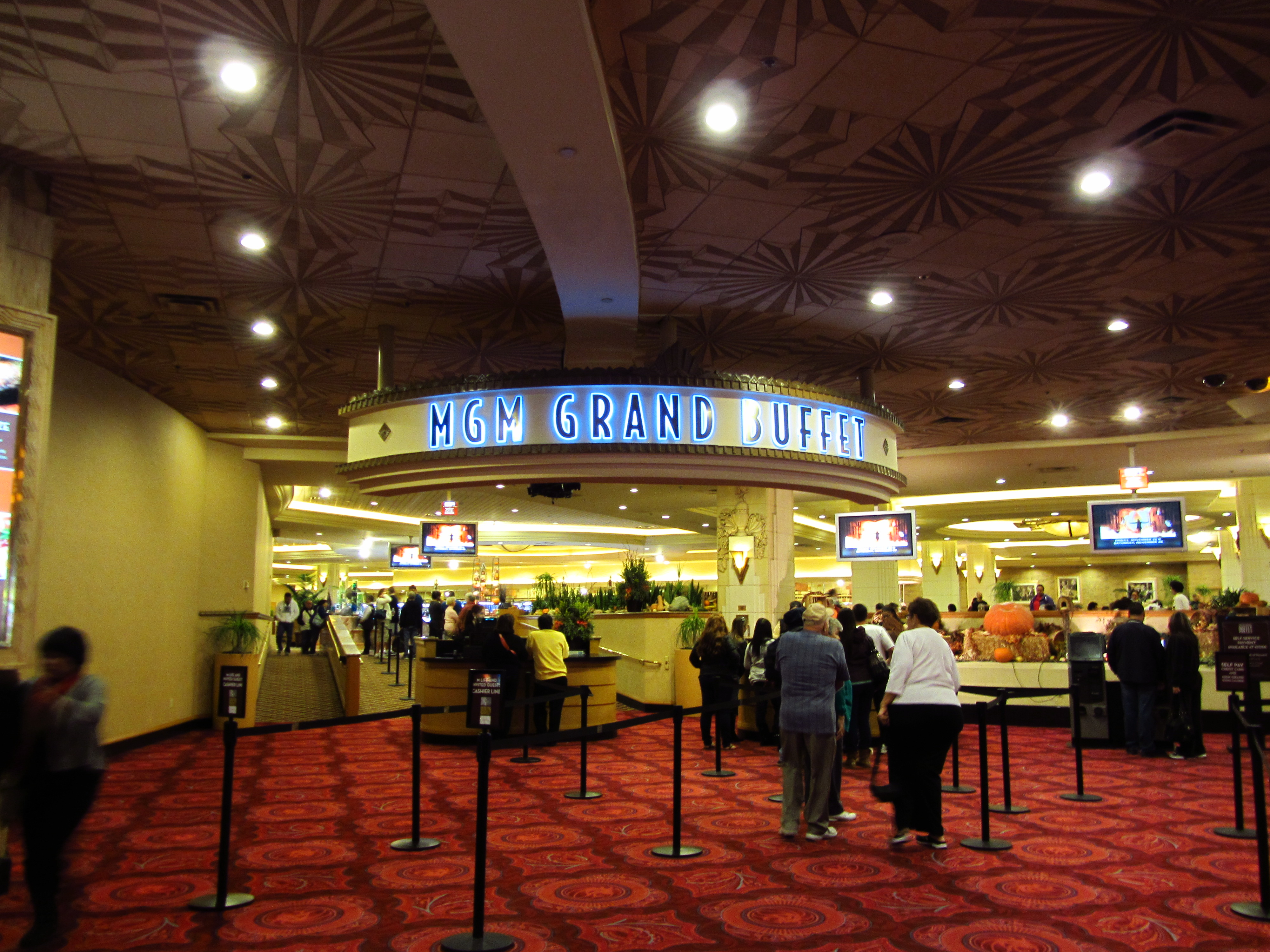
Le MGM « Grand Buffet » de Las Vegas.

Un buffet est un terme désignant une ou plusieurs tables où sont disposés les mets, la pâtisserie, les boissons et généralement la pièce dans laquelle cet ensemble se trouve. Généralement, cette organisation se justifie lors d'une soirée de danse (bal), une réunion de société et des événements sociétaux similaires. La pièce où est organisée cette type de réception porte très souvent ce nom, comme dans le cas d'un buffet de gare, bien que ce dernier s'identifie souvent à un restaurant classique.

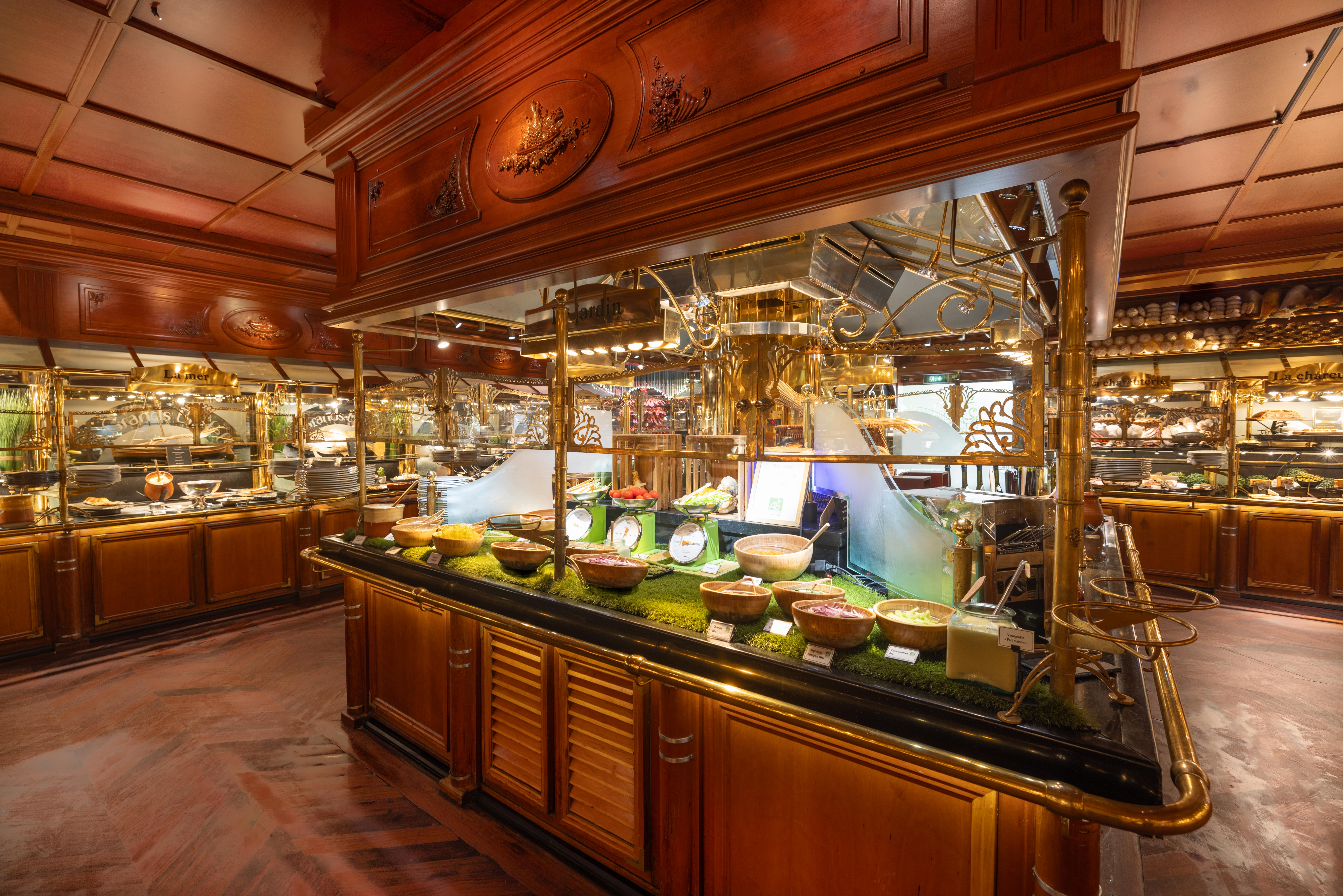
Restaurant Les Grands Buffets, à Narbonne.

Le buffet traditionnel ne doit pas être confondu avec une cafétéria, lieu de restauration où le consommateur se sert généralement comme dans un libre-service, à l'aide de plateaux individuels après avoir suivi une file d'attente.
Le terme « buffet » est utilisé dans de nombreuses langues étrangère (notamment l'anglais) pour uniquement désigner ce système de repas,.

## Historique
Durant le Moyen Âge, le buffet est une pratique classique avec celle du banquet qui relève d'un repas d'apparat. Celui-ci se déroule dans une pièce spécifique à cet usage et dénommée sous le même nom. Cette pratique a perduré, en France, au cours des XVIIe et XVIIIe siècles.
En Europe occidentale, les banquets permettaient également de pratiquer une certaine convivialité. Selon un ouvrage collectif dénommé Banquets et manières de table au Moyen Âge publié par le service de recherche de l'université de Provence, les banquets organisés dans la ville saxonne de Hildesheim durant le haut Moyen Âge concernait qu'un nombre limité d'invités (baptême, funérailles), mais il permettait également de servir l'aumône à un nombre illimité de pauvres. Les repas servis en buffet pouvaient comprendre plusieurs services.

## Organisation

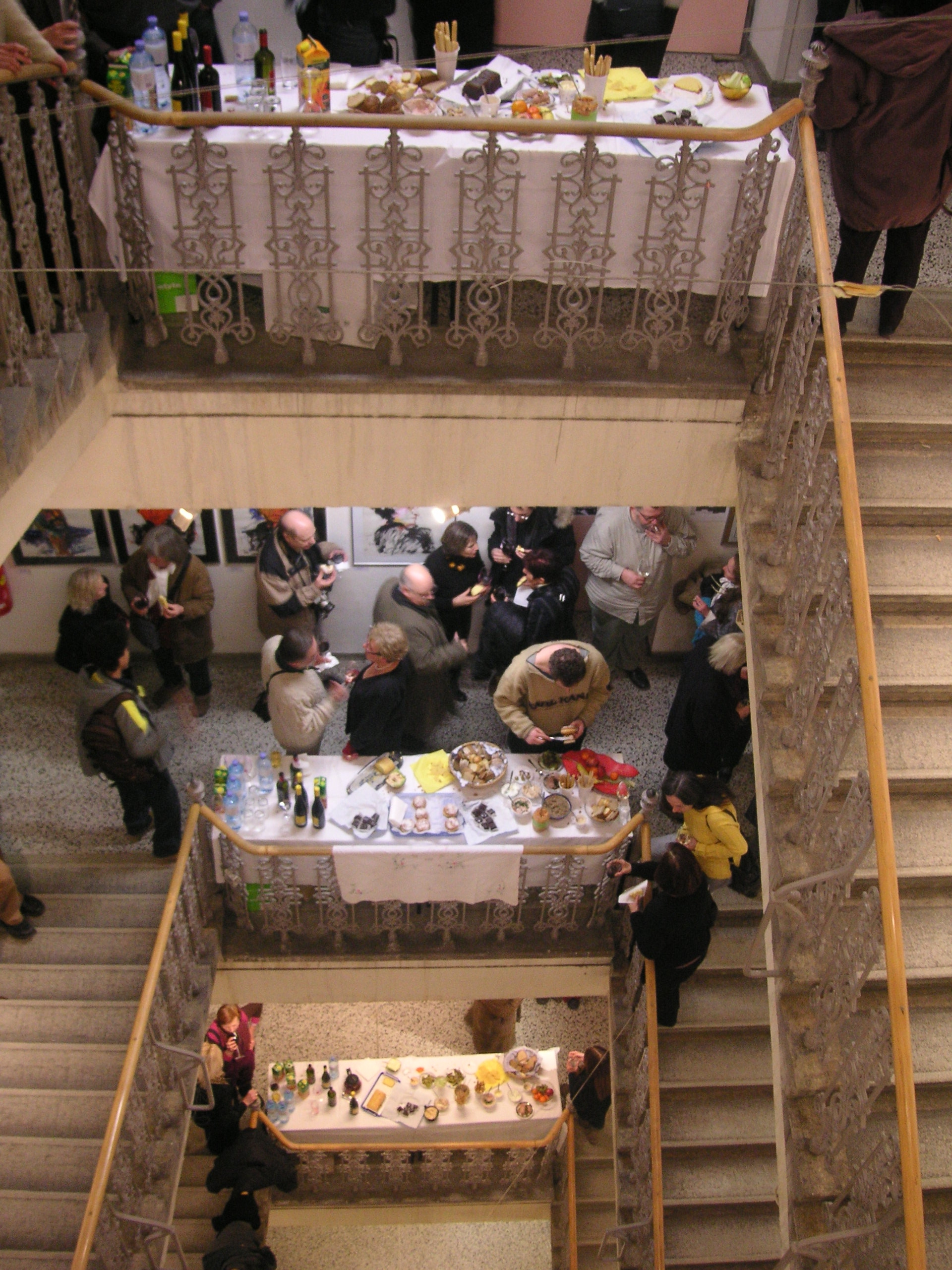
Buffet froid dans une école à Vienne en Autriche.

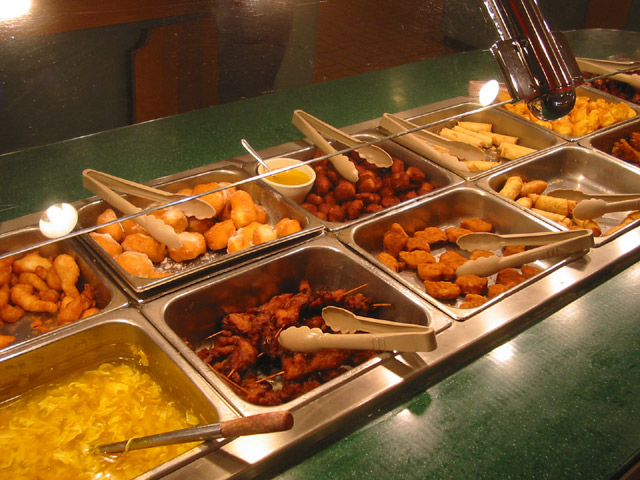
Buffet à volonté dans un restaurant asiatique.

Avec les entreprises de restauration classique, les simples traiteurs (généralement des charcutiers) et les traiteurs organisateurs de Réceptions (TOR) sont les principaux organisateurs et préparateurs de buffets.

### Manifestations
Quelquefois dénommé sous le nom de banquet à l'occasion de soirées festives à caractère privé, de séminaires, congrès ou toute réunion à caractère professionnel, les buffets peuvent se présenter sous quatre formes :
- buffet cocktail (également dénommé « buffet apéritif » ou « cocktail party » et proposant assortiments de canapés salés, chauds et froids. Les personnes servies sont généralement debout et peuvent se servir ou être servies, du personnel de salle étant souvent à leur disposition pour garnir et servir les plats) ;
- buffet lunch (proposant la même base qu'un buffet cocktail mais souvent complété par des plats froids et chauds dans les mêmes dispositions) ;
- buffet froid (proposant des plats froids tels que salades composées, des plats de charcuteries, viandes ou poissons froids mais aussi des fromages et des desserts et des boissons, les invités sont généralement debout mais peuvent aussi s'asseoir après s'être servis) ;
- buffet dînatoire (proposant des plats généralement chauds dans les mêmes dispositions qu'un buffet froid).

### Exemples de buffets dans le monde

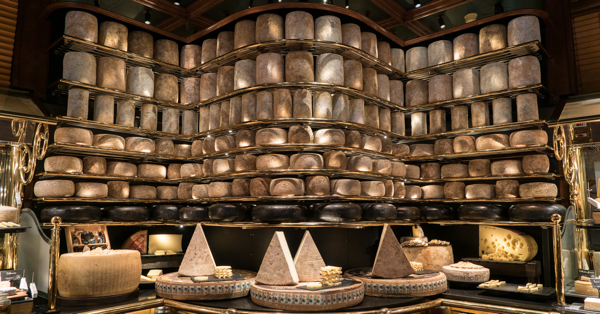
Les Grands Buffets, plus grand plateau de fromages au monde, dans un restaurant.

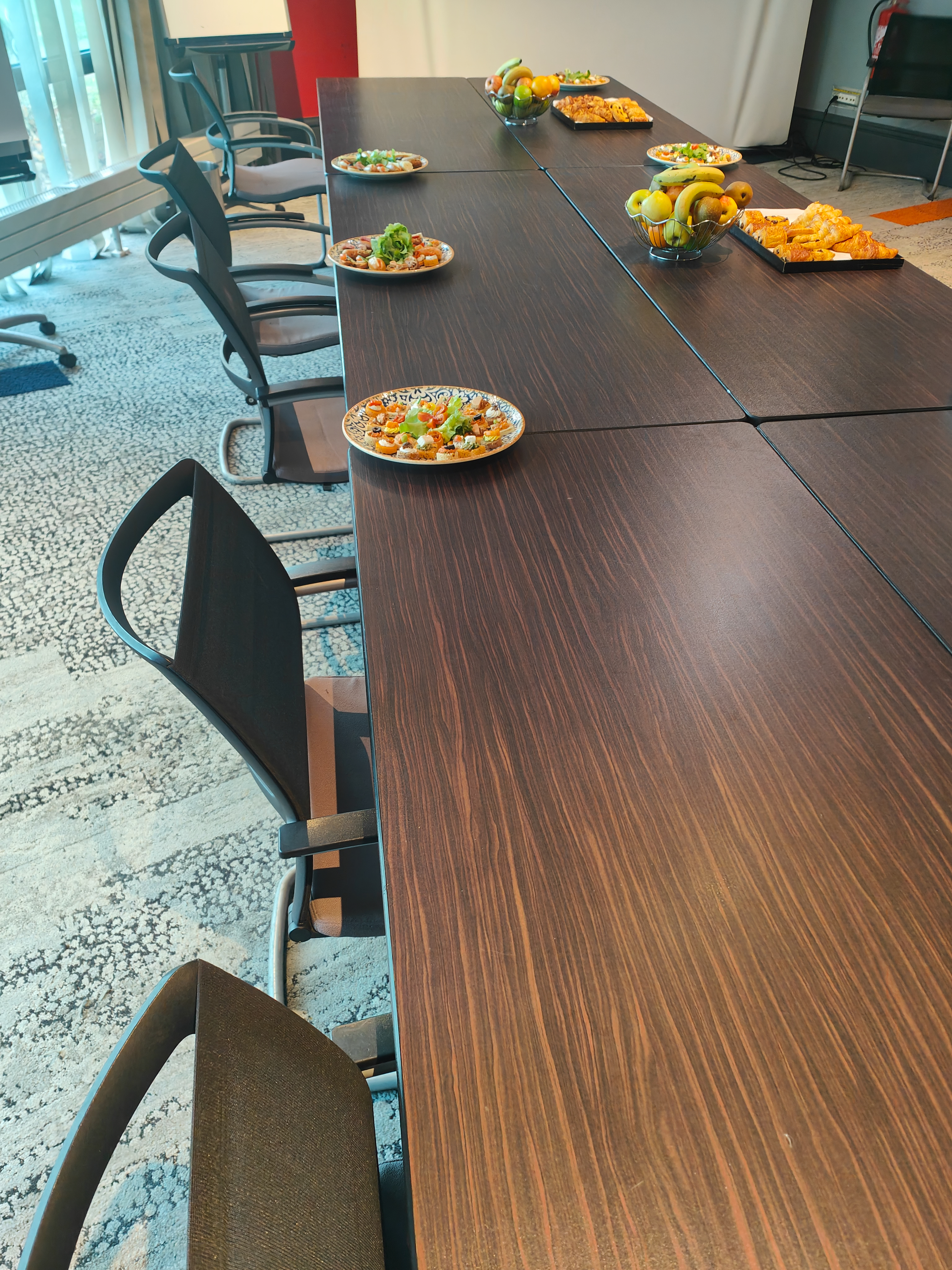
Buffet lors de négociations syndicales.

Le plus grand buffet de fromages du monde, se trouve en France à Narbonne au restaurant Les Grands Buffets. Il a fait l'objet d'une homologation par le Guinness Book comme étant "le plus grand plateau de fromages au monde dans un restaurant"
De nombreux services de restauration asiatique pratiquent une forme de buffet, qui diffère de la cafétéria classique, car elle repose sur le principe du « buffet à volonté », où chaque client peut se servir dans différents types de plats (hors-d'œuvre, plats de résistance, légumes, fromages, desserts) et rappelle ainsi les formes classiques du buffet.
Au Brésil et au Portugal, il existe un type de service, très proche du buffet, dans des restaurants spécialisés, dénommés les « rodizio ».
Le smörgåsbord (« table de pain beurré » en suédois) ou smørbrød (en norvégien) est un type de buffet spécifiquement scandinave constitué de nombreuses sortes de poissons, tels que le hareng, le saumon et l'anguille. L'ensemble est accompagné de diverses salades, de charcuterie et de plats froids et chauds.
À l'issue de la cérémonie religieuse de la Messe du Souvenir des Charcutiers à Saint-Eustache, à Paris, un buffet est organisé à l'intention des visiteurs et des participants, sans oublier les plus démunis qui reçoivent de la part de la confrérie des produits de charcuterie et de pâtisserie pour la période de Noël.

## Représentation dans les arts
Deux peintures portent le nom générique et représente de la nourriture :
- Le Buffet est une toile du peintre et illustrateur français Jean-Louis Forain, peinte en 1884 ;
- Le Buffet (huile sur toile de 1728) est un tableau du peintre Jean Siméon Chardin exposé au musée du Louvre.

Pieter Claesz, peintre néerlandais du XVIIe siècle est l'auteur de nombreuses natures mortes qui représentent un ensemble de plats évoquant la représentation d'un buffet tel qu'il pouvait exister à cette époque.

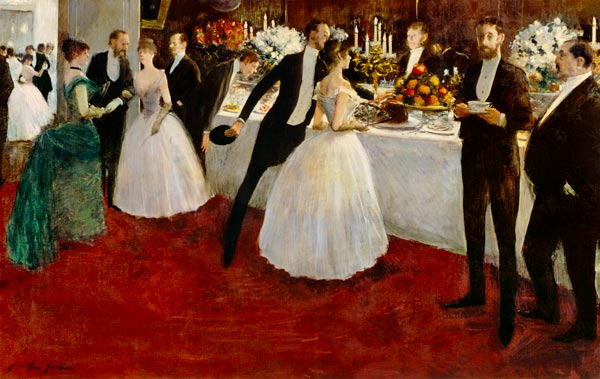
Le Buffet (toile de 1884) de Jean-Louis Forain.
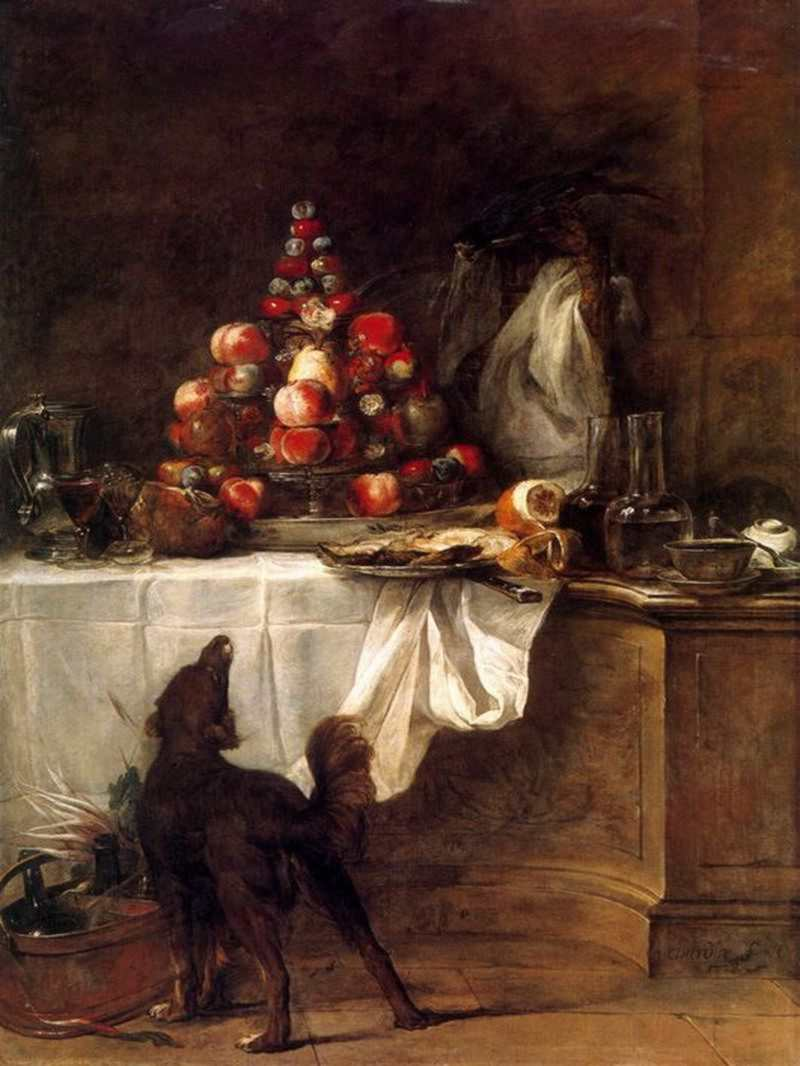
Le Buffet (huile sur toile de 1728) de Jean Siméon Chardin.
Still Life with a Peacock Pie (toile de 1627) de Pieter Claesz.

- Buffet froid, film français réalisé par Bertrand Blier, sorti en 1979, n'a aucun rapport avec un buffet.